# Patriotes résistant à l'Occupation
Pour les articles homonymes, voir PRO.

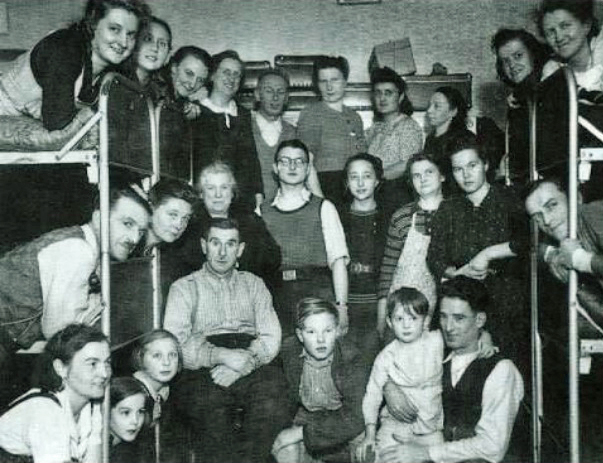
En 1943, famille de P.R.O dans leur dortoir au camp de Striegau.

Le statut français de Patriotes résistant à l'occupation (PRO) se rapporte aux résistants à l'Occupation durant la Seconde Guerre mondiale, refusant « l’annexion de fait » des départements de la Moselle, du Haut-Rhin et du Bas-Rhin au Troisième Reich.
Il concerne environ 9 250 Mosellans et 3 700 Alsaciens qui ont été déportés par familles entières dans des camps spéciaux du Grand Reich entre 1942 et 1945. Ce statut leur a été attribué par le décret du 27 décembre 1954. Ce statut est administré par l'Office national des anciens combattants et des victimes de guerre.

## Contexte
Entre le 15 et le 19 juin 1940, les troupes allemandes occupent la Moselle et l’Alsace.
Le 24 juillet, les frontières de 1871 sont rétablies, par conséquent l’Alsace-Moselle se trouve intégrée dans le Troisième Reich. Cette annexion, sans aucune valeur juridique, bouleverse la vie des habitants des trois départements concernés : retour d’une grande partie des personnes évacuées sur ordre du gouvernement français en septembre 1939 et considérées par les nazis comme Volksdeutsche, « de sang allemand », expulsion de familles indésirables francophiles, juives, tsiganes et nord-africaines, arrivée de fonctionnaires allemands.
Le 7 août 1940, sont nommés Gauleiter, Josef Bürckel pour la région Palatinat-Sarre-Moselle, et Robert Wagner pour celle du pays de Bade-Alsace avec pour mission de germaniser et de nazifier ces populations en 5 ans pour l'Alsace, en 10 ans pour la Moselle.
Les tentatives de persuasion coexistent avec la répression rapidement organisée notamment au Fort de Queuleu et au camp de sûreté de Vorbrück-Schirmeck conçu pour « rééduquer » les Alsaciens récalcitrants bientôt suivis de Mosellans et terroriser les populations locales.
L’obligation, en mai 1941 du Reichsarbeitsdienst (service du travail du Reich RAD) et plus encore l’incorporation de force des jeunes gens dans la Wehrmacht en août 1942 renforcent l’opposition de nombreux Mosellans et Alsaciens à la germanisation et à l’idéologie nazie.
De mai 1942 au printemps 1943, certaines familles sont déportées, pour leur sentiments francophiles et/ou leur aide à l’évasion d’un fils réfractaire, dans des forteresses, des annexes de camps de concentration ou dans des dizaines de camps spéciaux créés en Allemagne, ainsi Schelklingen près d’Ulm, et plus souvent dans les zones récemment annexées aux confins des frontières Est et Sud Est du nouveau grand Reich, ainsi Striegau près de Breslau en Silésie. La région des Sudètes jouxtant la Tchécoslovaquie connut aussi une colonisation importante de camps spéciaux. (Schlackenwerth, Hartessenreuth, Falkenau, Trebendorf, Teplitz-Schönau, Halbstadt Grussau…). 18 familles de Saint-Privat-la-Montagne - soit 10% de la population - connaîtront ce régime concentrationnaire.

## Les camps spéciaux

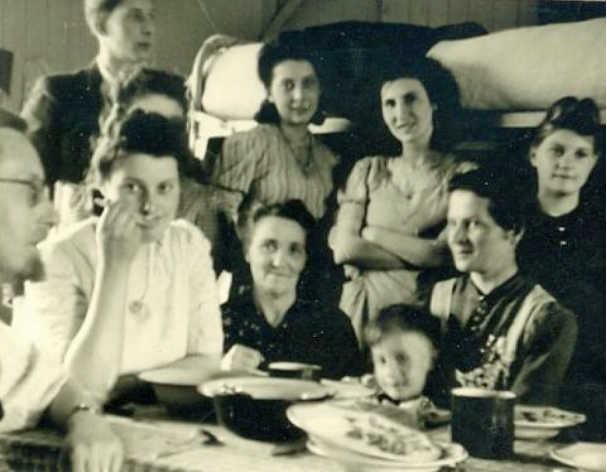
En 1943, familles mosellanes internées au camp spécial de Striegau par les nazis pour les rééduquer. Photo dans le réfectoire.

Des constructions variées : anciens châteaux, couvents ou écoles réquisitionnés, baraquements, en ville ou en rase campagne accueillent de 50 jusqu’à plus de 1000 personnes.
Une organisation liée au système concentrationnaire : dépendant du ReichsMinister SS H.Himmler, chaque Lagerführer est assisté de SS et d’hommes du rang, d’un secrétariat, d’une ou deux infirmières. Il a tous pouvoirs, notamment celui de transférer individus ou familles d’un camp à l’autre pour des besoins de main d’œuvre ou pour éviter des liens possibles sur les lieux de travail avec des civils allemands. Les évasions sont rares du fait de la distance et surtout du contexte familial.
Le travail obligatoire concerne toutes les personnes de plus de 12 ans. Le Lagerfürhrer choisit des entreprises plus ou moins proches du camp qui, généralement, lui versent directement les rémunérations correspondantes. Puis il distribue, selon son gré, cartes de ravitaillement ou subsides minimes, sans rapport avec le travail fourni 12 h par jour, souvent pénible, notamment en extérieur, parfois dangereux comme lors de l'explosion des dépôts d’armements de la société La Muna qui fabrique des munitions et principalement des bombes pour la Luftwaffe non loin de Striegau (Stregom) et de Gross-Rosen (Pologne). On relève 24 morts.
Les personnes âgées sont soumises à des corvées dans le camp ou dans les jardins et les forêts avoisinants. Les enfants aussi étaient contraints à des multiples travaux et parfois recrutés pour des tâches agricoles.

### Des conditions de vie difficiles
Si la vie dans les camps spéciaux n'est pas comparable avec celle des déportés dans les camps de concentration, l'exil, l'éclatement des familles, la promiscuité, le manque d'hygiène, de nourriture, le froid, la peur permanente, la déscolarisation des enfants, les pressions psychologiques, l'endoctrinement forcé, la torture physique ou psychologique (y compris envers les enfants), pendant deux à trois années successives laissent néanmoins de profondes séquelles dans toutes les familles concernées : l'éloignement de la famille (parfois réfugiée depuis 1940 en « France de l'intérieur », Limousin, Charentes), la présence sur le front russe d'un fils ou d'un parent Malgré-nous, la faim endémique, malgré les rares colis complets reçus du pays, la promiscuité (blessant entre autres la pudeur des femmes), le risque de délation, l’insuffisance d’équipements sanitaires favorisant la propagation des punaises de lit, des puces, des poux et des cafards, le cortège de maladies mal soignées, dysenterie, typhus, diphtérie, scarlatine , la scolarisation aléatoire des enfants, les pressions psychologiques de toutes sortes sur les adultes mais aussi sur les enfants (notamment pour les pousser vers la Hitlerjugend), tentative d'endoctrinement, les passages à tabac ou l'intimidation et les bombardements par l'aviation alliée sans pouvoir se protéger sont autant de souffrances qu'endure une population souvent d'humble origine et peu formée mais fermement attachée à la France et à ses valeurs.
Les souffrances morales ne sont pas les moindres : angoisse des séparations effectives ou à venir, crainte des parents pour leurs enfants, incertitudes quant à l’issue de la guerre, stress permanent et malnutrition provoquent chez certaines victimes asthénie, maladie nerveuse et/ou maladie cardiaque mais aussi perte des dents et des cheveux.

### Une propagande peu efficace
Les plus jeunes enfants sont scolarisés dans le camp ou dans l’école la plus proche mais l’embrigadement reste limité du fait des horaires très courts, de l’absence d’enseignants qualifiés et surtout de l’opposition des parents..
Les jeunes de 17-18 ans sont la cible préférée du Lagerführer, qui utilise successivement, et le plus souvent sans succès, séduction, menaces et sévices pour les contraindre à se déclarer allemands et volontaires pour l’armée. La pression exercée sur les chefs de famille était constante et insidieuse. « Vous êtes responsables de votre internement en refusant obstinément notre offre d’appartenir au peuple allemand. Vous êtes les fossoyeurs de votre liberté. Acceptez et vous retrouverez biens et liberté dans le Troisième Reich.»
Selon de nombreux témoignages, les convictions patriotiques, la réelle solidarité entre les familles permettent à la plupart de ne pas céder malgré les menaces et démontrent l’échec de la nazification et de la germanisation. L’ensemble des personnes du camp sont réunis, souvent quotidiennement, pour des appels qui sont l’occasion de propager les nouvelles favorables aux nazis.

## La libération des camps et le retour
Les camps sont libérés entre février et mai 1945 du fait de l’avancée soviétique et américaine mais dans des conditions particulièrement difficiles, la faim condamnant certains - notamment les adolescents - à aller mendier de la nourriture dans les fermes : de nombreuses familles y attendent leurs libérateurs après la fuite de leurs gardiens. Dans certains cas, comme à Striegau, le Lagerführer contraint les familles à une fuite à pied puis en train vers la Bavière entre le 12 et le 22 février. À Hartessenreuth, près de Nebanitz, les déportés font des signes aux américains qui attendront trois jours l'arrivée de l'intendance avant de libérer le camp. Ces PRO seront les rares à être libérés par les Américains mais en garderont quelque amertume envers leurs libérateurs.
Les retours au pays s’échelonnent jusqu’en juillet à partir de centres de regroupement et dans des conditions très variées. Au-delà du bonheur de retrouver familles et amis, les difficultés s’accumulent : logements souvent occupés ou bombardés, mobilier dispersé, bétail abattu, retards pour les scolaires et les étudiants, reprise difficile du travail pour les adultes.
La déception est aussi d’ordre moral : absence d’accueil officiel, suspicions des fonctionnaires des centres de rapatriement submergés par les retours des déportés et des prisonniers de guerre, parfois incompréhension des familles restées sur place.
Mosellans et Alsaciens restent Français pendant toute la durée de la guerre ; l’annexion de juin 1940, contrairement à celle de 1871, étant illégale au regard du droit international.
Reconnus par la République française en décembre 1954, en tant que « proscrits et contraints à résidence forcée en pays ennemi en raison de leur attachement à la France », les PRO n’ont pu, malgré leurs demandes répétées et à l’instar de leurs homologues luxembourgeois, acquérir le statut de déportés politiques. Le sénateur mosellan Jean Louis Masson, dans une question écrite en 2016 au secrétaire d’Etat auprès du Ministre de la Défense, évoque le cynisme parisien du gouvernement Français et se demande si « les autorités compétentes espèrent que le problème se réglera, avec grâce, à la disparition des PRO ».